# Don Quintín, el amargao
Don Quintín, el amargao o El que siembra vientos es un sainete en dos actos divididos en cinco cuadros en prosa, de Carlos Arniches y Antonio Estremera, con música de Jacinto Guerrero, estrenado en Madrid en 1924.

## Comentario
La fórmula del sainete continuaba explotándose y buscando nuevo asentamiento entre los gustos del momento. Este es un ejemplo del Sainete clásico trasladado a la actualidad, el cual durante los años 20 y 30 tuvo su máximo esplendor, dando joyas tan importantes como La del manojo de rosas, o Los claveles.
El libreto, debido a Carlos Arniches y Antonio Estremera, trata de reflejar los tiempos actuales, con una trama que roza el melodrama y ciertas pinceladas castizas, muy del gusto de la época.
En la parte musical, Jacinto Guerrero demuestra su buen hacer y conocimiento de los gustos del público, al crear melodías tan pegadizas como «El coro de segadores», o «La java», que en su día fueron muy populares.

## Sinopsis
Quintín es un hombre que, movido por los celos, expulsa a su esposa del hogar dudando de la paternidad de la niña que espera. La madre intenta convencer a Quintín, dejando a su hija en la puerta del hogar del marido, pero éste la cede en adopción. Con el paso de los años, la amargura de Quintín se hace crónica, y continua dudando de los lazos de sangre que le unen con la joven muchacha.

## Argumento
La acción transcurre en Castilla y Madrid en la época del estreno (1924).

### Acto primero

#### Cuadro primero
En una caseta de un peón caminero, enclavada en una carretera de Castilla, viven Teresa y Felisa, bajo el cuidado de Nicasio, un bruto peón, el cual las maltrata y riñe constantemente. Teresa confiesa a Felisa su cansancio por el malvivir y la anima a escaparse a Madrid, en compañía de dos muchachos, un señorito y un chófer, a los cuales cuidaron cuando ocurrió un accidente en la carretera.
Nicasio comenta con su compañero Fidel su mala suerte con la Teresa, y descubre que no es su hija, la encontró abandonada en una cesta cerca de la ventana con una nota; en ella aseguraban una manutención si se hacían cargo de la criatura. Tras agotarse el dinero, maldice su suerte.
Llega a la casa, la tía Celi, una vieja vagabunda, trayendo una nota de los muchachos y las anima por su parte a escaparse con ellos. Llegan ellos y preparan las cosas; al ver llegar a Nicasio y a Fidel, huyen rápidamente.
Nicasio y Fidel encuentran a la tía Celi y la mandan a un recado. Al quedar solos, llega Don Quintín acompañado de sus secuaces Sefini y Angelito. Interrogan por Teresa, descubriéndose que Quintín es el verdadero padre de ella. El motivo del abandono fue el creer la infidelidad de su esposa; pasado el tiempo, recibió una carta de ella, con su última voluntad, en ella reconoce a la niña como hija legítima; y decide ir a buscarla.
Llega la tía Celi apresurada, trayendo una carta. Quintín la lee y en ella descubre la fuga de Teresa y Felisa, debido a los malos tratos de Nicasio. En un ataque de ira se abalanza contra él y lo estrangula, mientras todos tratan de calmarlo.

#### Cuadro segundo
En un solitario bar, Sanluqui, un simpático camarero, realiza varias labores de servicio sin ningún cliente. Entra el señor Laureano y contemplar el panorama, interrogándole el motivo de ello. Don Quintín ha alquilado el bar enteramente para poder tomar el café, y todo lo que se le antoje solo, sin necesidad de tener a nadie alrededor, pagando espléndidamente a Don Crótido, su dueño.
Llegan al bar Frasquito, un tocador de flamenco, y su hija Rosa, cantadora, los cuales vienen a amenizar una pequeña juerga para Don Quintín. Entran Sefini y Angelito, comentan la actitud enloquecida de Don Quintín ante la desaparición de su hija. Don Quintín entra hecho una furia, y se mete con Laureano, el cual decide aprovecharse de la situación y se une a la juerga.
Llegan Teresa y Paco, el chófer que la saco de la casa, dispuestos a cenar. En seguida llaman la atención de Don Quintín, el cual está dispuesto a molestar a la pareja. Empieza tirando migas de pan a Paco, y al final, cuando están a punto de marcharse, lanza una aceituna a Teresa que da en su ojo. Sale la pareja, entre las risas y vítores que dan a Quintín.
Al momento entra Paco y sacando un revolver, obliga a Quintín a comerse la aceituna que tiró a Teresa; cuando se marcha, Don Quintín jura vengarse de Paco ante la consternación de todos.

### Acto segundo

#### Cuadro primero
En una plazuela de los barrios bajos, Don Quintín vigila junto con sus matones, Sefini y Laureano, la zona, buscando a Paco para ajustarle las cuentas. Al no tener claras las pesquisas, Don Quintín descarga su ira con ellos, maltratándolos constantemente.
Al quedar la plaza sola, llega Angelito, y les comenta que tras dejar a Don Quintín, se ha dedicado al mundo de la escena, trabajando como cantante de tangos en un pequeño salón de baile, en él ha conocido a una muchacha que conoce a Teresa, aclarando que aquella no es su hermana.
Llega Felisa, acompañada de Manoli, un aspirante a torero, y entabla conversación con Angelito, el cual reclama informes sobre Teresa. Al marcharse todos, aparecen Teresa y Paco, acompañadas de la niñera con su hijo, contentos por toda la dicha que les ha traído el haberse marchado de la caseta.
Al quedar solos, Teresa comenta a Paco sus malos presentimientos acerca de la noche en el restaurante, cuando Don Quintín, se metió con ellos; durante la conversación, ella lo ve asomarse por uno de los lados de la plaza, gritando asustada. Manda a Paco a casa, y ella aprovecha para encararse con Quintín y recriminarle su actitud, pidiendo que se marche del barrio y los deje tranquilos.
Paco, sale airado de la casa, desoyendo la suplica de su mujer y se encara con Don Quintín; los matones acuden a separarlos y le revelan, que esa mujer es su hija desaparecida, quedando Quintín desconcertado.

#### Cuadro segundo
En una calle, los matones corren despavoridos ante Don Quintín, llega desesperado pidiendo explicaciones, se sienta en el suelo maldiciendo su suerte. Una niña llega y lo consuela, animándole a que venga con ella y su madre, él, enternecido, la besa y marcha con ella.

#### Cuadro tercero
En un salón de baile, de los barrios bajos, entran apresuradamente los matones acompañados de Teresa y Paco, comentando acaloradamente el descubrimiento. Se oyen tiros en la puerta y entra Don Quintín, huyendo todo el mundo, salvo Paco, Teresa y los demás.
Don Quintín pide perdón y reconoce a Teresa como su hija, ella lo perdona y le pide a su vez que no guarde rencor a Paco. La obra concluye con la felicidad de todos.

## Números musicales
- Acto primero

- Cuadro primero
  - Preludio y copla: «Carreterita blanca»
  - Coro de segadores: «Deixei a miña terra»
  - Cuarteto de Nicasio, Sefiní, Angelito y Fidel — Mazurca-java de Don Quintín: «Si un amigo del alma»
  - Fin del cuadro primero - Mutación (orquesta)

- Cuadro segundo
  - Canción gitana: «Er niño de la plata»
  - Fin del acto primero (orquesta)

- Acto segundo

- Cuadro primero
- Preludio (Orquesta)
- Escena y pasacalle: «¡Qué bonita eres!»
- Terceto de Paco, Teresa y Emerenciana — chotis: «¡Calla hijo mío!»

- Cuadro segundo
- Melodrama: «¿Qué le pasa a usted?»
- Intermedio (orquesta)

- Cuadro tercero
- Fox-trot (orquesta)
- Tango triste: «Chinito soy»
- Fin de la obra (orquesta)

## Estreno
Se estrenó en el Teatro Apolo de Madrid el 26 de noviembre de 1924. Se llegó a las 297 representaciones. Interpretada por Jesús Navarro (Don Quintín), Eugenia Galindo en el papel de su hija, Carmen Andrés y el Sr. Iglesias, con decorados del Sr. Martínez Garí.

## Adaptaciones
- Cine (1925). Dirección: Manuel Noriega. Intérpretes: Juan Nadal, Lina Moreno, Consuelo Reyes, María Anaya, Pedro Elvira, José Argüelles, Federico Ruiz de Velasco, José Ballester y Guillermo Muñoz.[2]
- Cine (1935). Dirección: Luis Buñuel y Luis Marquina. Intérpretes: Alfonso Muñoz, Ana María Custodio, Luisita Esteso, Fernando Granada, Porfiria Sanchiz, Isabel Noguera, Consuelo Nieva, José Alfayate.
- Cine (1951), La hija del engaño. Dirección: Luis Buñuel. Intérpretes: Fernando Soler, Fernando Soto, Nacho Contla, Victorio Blanco.